# Mali ai Giochi della XVIII Olimpiade
Il Mali partecipò ai Giochi della XVIII Olimpiade, svoltisi a Tokyo dal 10 al 24 ottobre 1964, con una delegazione di due atleti impegnati in altrettante specialità dell'atletica leggera. Per la nazione africana, a quattro anni dal conseguimento dell'indipendenza, fu la prima partecipazione olimpica. Non fu conquistata nessuna medaglia.